# Sangrumba
Sangrumba – gaun wikas samiti we wschodniej części Nepalu w strefie Meći w dystrykcie Ilam. Według nepalskiego spisu powszechnego z 2001 roku liczył on 1048 gospodarstw domowych i 5497 mieszkańców (2758 kobiet i 2739 mężczyzn).